# Tanes
Tanes (oficialmente en asturiano: Tañes) es una parroquia del concejo de Caso, en el Principado de Asturias.

## Descripción
Tiene una población de 180 habitantes y una superficie de 23,1 km². Está situado a 7 km de la capital del concejo, Campo de Caso. Su templo parroquial está dedicado a Santa María la Real. Se trata de una Basílica construida entre los siglos XVI y XVII con determinadas ampliaciones del XVIII, declarada Bien de Interés Cultural. Varios de los barrios viejos de Tanes quedaron sumergidos por el embalse del mismo nombre en la década de 1970. Con ello desaparecieron casas, una fábrica de muebles y las vegas de las que dependía la producción y la viabilidad económica de este enclave.
La belleza del lugar, situado en el parque natural de Redes, reconocido como reserva de la Biosfera por la UNESCO, ha favorecido la aparición de una incipiente actividad turística que lentamente está intentando arrancar.

## Localidades
- Tañes
- Abantru
- Prieres

## Referencies
1. ↑  «Expediente con los topónimos oficiales de Caso». BOPA. Gobierno del Principado de Asturias.

- Datos: Q7682564
- Multimedia: Tañes / Q7682564